# Canthon caelius
Canthon caelius är en skalbaggsart som beskrevs av Bates 1887. Canthon caelius ingår i släktet Canthon och familjen bladhorningar. Inga underarter finns listade.